# スレンダ駅
スレンダ駅（スレンダえき、マレー語:Stesen Komuter Serendah）はマレーシアのセランゴール州スレンダにある、マレー鉄道KTMコミューターポート・クラン線の駅。

## 概要
開業以来、現在のスレンダ貨物ターミナル (Serendah Freight Terminal) がある場所にスレンダ駅があったが、複線電化工事の一環として2007年に旅客駅と貨物駅を分離し、旅客駅は北へ約3kmの場所に移設された。
旅客駅には、KTMコミューターのポート・クラン線の電車が停車する。

## 歴史
- 1893年7月10日 - 駅開業。（スレンダ〜ラワン間開業にともなう。）
- 1894年10月6日 - クアラ・クブ〜スレンダ間開業。
- 2007年4月21日 - 複線電化の一環で旅客駅移設開業。ラサ〜ラワン間でKTMコミューターがシャトル・サービス運行開始。

## 駅構造

### 旅客駅
相対式ホーム2面2線をもつ地上駅である。駅舎は東側にあり、下りホームに面している。上りホームとは構内の跨線橋で結ばれている。
| 1 | 2 ポート・クラン線（下り） | KLセントラル、ポート・クラン方面 |
| 2 | 2 ポート・クラン線（上り） | タンジュン・マリム方面           |

### スレンダ貨物ターミナル
本線の外側に下り3本、上り2本の側線がある。駅舎は北側にある。

## 隣の駅
マレー鉄道
2 ポート・クラン線
バタン・カリ駅 - スレンダ駅 - バタン・カリ駅